# همتاسازی مولکولی
کلون‌سازی مولکولی، همسانه‌سازی مولکولی یا همتاسازی مولکولی (به انگلیسی: molecular cloning) یا کلون‌سازی ژنی (کلونینگ) اصطلاحی است که به‌طور عام به مراحل جدا کردن یک توالی از ژنوم یک جاندار و قرار دادن آن در ژنوم یا مولکول دی‌ان‌ای دیگر، به کار برده می‌شود. به مولکول دی‌ان‌ای نوترکیب حاصل از کلونینگ که حاوی توالی‌های بیگانه‌است کلون نیز گفته می‌شود. هدف‌های متنوعی از انجام کلون‌سازی دنبال می‌شود. برای مثال، کلون‌سازی ژن در مواردی همچون تکثیر یک قطعه دی‌ان‌ای، شناسایی و نقشه‌برداری ژن‌ها، توالی‌یابی دی‌ان‌ای، جداسازی و بررسی پروموترها و دیگر توالی‌های تنظیمی، تولید پروتئین‌های نوترکیب، ژن‌درمانی، ایجاد جانداران تراریخته، تهیهٔ واکسن و ایجاد کیت‌های تشخیص طبی کاربرد دارد.
برای کلون کردن یک قطعه دی‌ان‌ای به درون سلول میزبان، ابتدا قطعهٔ مزبور توسط آنزیم‌های محدودکننده از ژنوم جدا شده و سپس به کمک آنزیم لیگاز به قطعات دی‌ان‌ای دیگری به نام وکتور متصل می‌شود. سپس این وکتورهای نوترکیب (حاوی مولکول دی‌ان‌ای بیگانه) به سلول میزبان جدید منتقل می‌شوند.

## کلون‌سازی مولکولی در آزمایشگاه
برای همتاسازی مولکولی در آزمایشگاه ابتدا ساختار دو پلاسمید را با استفاده از آنزیم‌های محدود کننده می‌شکنند و با استفاده از آنزیم T۴ لیگاز تکه‌های آن دو را به هم متصل می‌کنند و سپس وارد یاخته‌ها می‌کنند.